# Dipartimento di Koun-Fao
Il dipartimento di Koun-Fao è un dipartimento della Costa d'Avorio situato nella regione di Gontougo, distretto di Zanzan.
La popolazione censita nel 2014 era pari a 116.230 abitanti.
Il dipartimento è suddiviso nelle sottoprefetture di Boahia, Kokomian, Kouassi-Datékro, Koun-Fao e Tankessé, Tienkoikro.